# بوت‌نات
بوت‌نات (به انگلیسی: Bhoothnath) به معنای فرمانروای ارواح، یک فیلم کمدی ماوراء الطبیعه هندی است که در سال ۲۰۰۸ به نویسندگی و کارگردانی ویوک شارما، با بازی آمیتاب باچان، جوهی چاولا، اِمَن صدیقی، پریانشو چاترجی، راجپال یاداو و شاهرخ خان در یک نقش کوتاه ساخته شده‌است. این فیلم اقتباسی از داستان کوتاه اسکار وایلد به نام «روح کانترویل» در سال ۱۸۸۷ است.
دنباله‌ای از این فیلم با عنوان بازگشت بوتنات، به نویسندگی و کارگردانی نیتش تیواری، در ۱۱ آوریل ۲۰۱۴ منتشر شد.

## خلاصه داستان
روحی که نمی‌خواهد افراد غریبه وارد خانه‌اش شوند، با ایجاد مزاحمت باعث فراری دادن آنها می‌شود؛ تا اینکه پسر بچه‌ای به نام بانکو که به همراه پدر و مادرش به این خانه نقل مکان کرده‌اند از او نمی‌ترسد و…